# Université de Durham
L’université de Durham (en anglais : Durham University) est une université britannique située à Durham sur la Wear et à Stockton-on-Tees en Angleterre. Fondée en 1832 par un acte du Parlement et ayant reçu sa charte royale en 1837, l'université de Durham est la troisième plus ancienne d'Angleterre après celles d'Oxford et de Cambridge, bien que d'autres établissements d'enseignement supérieur tels que l'University College de Londres ou le King's College de Londres soient plus anciens.
L'université de Durham est une des universités les plus renommées du Royaume-Uni. Elle est, selon le classement le plus récent du Sunday Times, une des dix meilleures universités  du pays.

## Histoire

### Origines

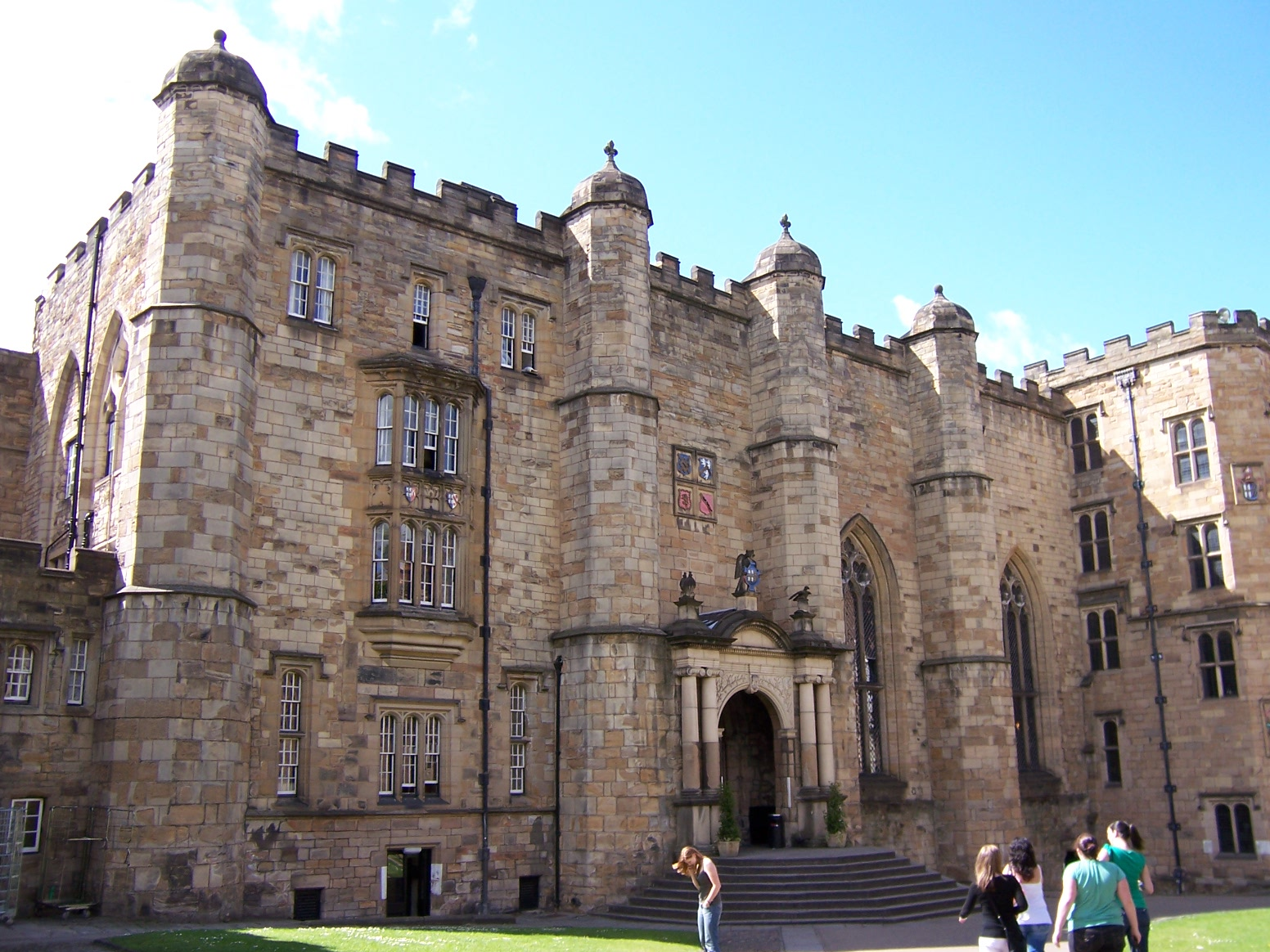
University College, le plus ancien des 17 collèges de Durham.

La forte tradition d'enseignement théologique à Durham a mené à plusieurs tentatives pour créer une université dans la ville, notamment sous le règne du roi Henri VIII et d'Oliver Cromwell. Ce dernier a rédigé une lettre patente établissant un college en 1657. Ce n'est cependant qu'en 1832 que le Parlement du Royaume-Uni a promulgué un décret autorisant la fondation d'une nouvelle université. Ce décret a reçu l'approbation royale et est devenu loi le 4 juillet 1832. La charte royale de l'université a été accordée le 1er juin 1837 par Guillaume IV.
À ses débuts, l'université fut fondée avec un seul collège (University College (en)), qui a déménagé au château de Durham en 1837.

### XIXesiècle
En 1846, Bishop Hatfield's Hall (plus tard renommé en Hatfield College) a été fondé afin de proposer aux étudiants des logements de loyer modique, et de leur offrir des salles communes équipées pour les repas. Les étudiants admis étaient censés apporter leur domestique pour la cuisine et le ménage.
L'université s'est ensuite agrandie en 1852 lorsque l'école de médecine de Newcastle (établie en 1834) est devenue un collège de l'université. En 1871, le College of Physical Sciences (renommé en College of Science en 1884 puis Armstrong College en 1904) a également rejoint l'université. St Cuthbert's Society fut fondé en 1888 afin d'héberger les étudiants ne résidant pas à Durham tandis que deux autres collèges formant des enseignants ont été créés : St Hild's pour les femmes en 1858 et le College of the Venerable Bede pour les hommes en 1839. Ces deux derniers ont fusionné en 1975 pour former le College of St Hild and St Bede. À partir de 1896, ces collèges ont été associés à l'université et les étudiantes diplômées de St Hild sont devenues les premières femmes à recevoir un diplôme de Durham en 1898.

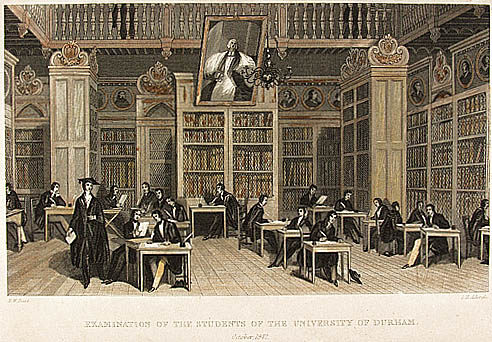
Épreuve d'examen en 1842 dans la bibliothèque de l’université de Durham (Cosin’s Library).

En 1842, la Durham Union Society a été créée en tant que forum où pouvait se tenir des débats. Elle a ensuite servi d'organisation étudiante (students' union) jusqu'à ce que le Durham Colleges Students' Representative Council (Conseil représentatif des étudiants des collèges de Durham) soit créé en 1899 (il a ensuite été renommé en Durham Students' Union in 1963).
Durant la plupart du XIXe siècle, les diplômes de l'université de Durham était conditionnés à la réussite d'un examen de religion et étaient réservés à des membres de l'église. Cette situation a perduré jusqu'au University Test Act de 1871. Cependant, les « insoumis » pouvaient suivre des cours à Durham et recevoir un diplôme de l'université de Londres, où ils n'étaient pas obligés de passer d'examens de religion.
À la suite de la charte supplémentaire de 1895 autorisant les femmes à recevoir des diplômes de l'université, le Women's Hostel fut inauguré en 1899. Il fut ensuite renommé en St Mary's College en 1919.

## Réputation académique
L'université de Durham est une des universités les plus renommées du Royaume-Uni. Elle est, selon le classement le plus récent du Sunday Times, une des trois meilleures universités du pays avec l'université d'Oxford et l'université de Cambridge.
En 2009, l'université de Durham était,,,:
- la meilleure université du Royaume-Uni en : anglais, histoire, langues non-européennes et formation des enseignants du secondaire ;
- parmi les 3 meilleures universités du Royaume-Uni en : archéologie, anthropologie, chimie, français, ingénierie générale, géographie, Langues ibériques, Italien, Philosophie, Physique & Astronomie, Théologie & Études religieuses ;
- parmi les 5 meilleures universités du Royaume-Uni en : Biologie, Allemand, Lettres classiques & Histoire ancienne, Droit, Mathématiques, Études du Moyen-Orient et de l'Afrique, Arts du spectacle, Russe & Langues d'Europe de l'Est, Assistance sociale, Sociologie, Sciences et Techniques des Activités Physiques et Sportives.

## Collegesde l'université

### Situation et statut des collèges

Sceau des collèges de l'université de Durham.

L'université de Durham est, avec Cambridge, Londres et Oxford, parmi les seules universités britanniques à être composées de collèges qui ont exactement le même statut légal que ceux de Cambridge, Londres ou Oxford ou bien que les institutions constituant l'université du pays de Galles. Ce statut les différencie des collèges des universités du Kent, du Lancaster et d'York qui n'ont pas de statut légaux. Cependant, contrairement à Cambridge ou Oxford, il n'y a pas de cours officiellement dispensés dans les collèges de Durham, qui n'ont que des fonctions résidentielles, sociales, sportives ou religieuses.

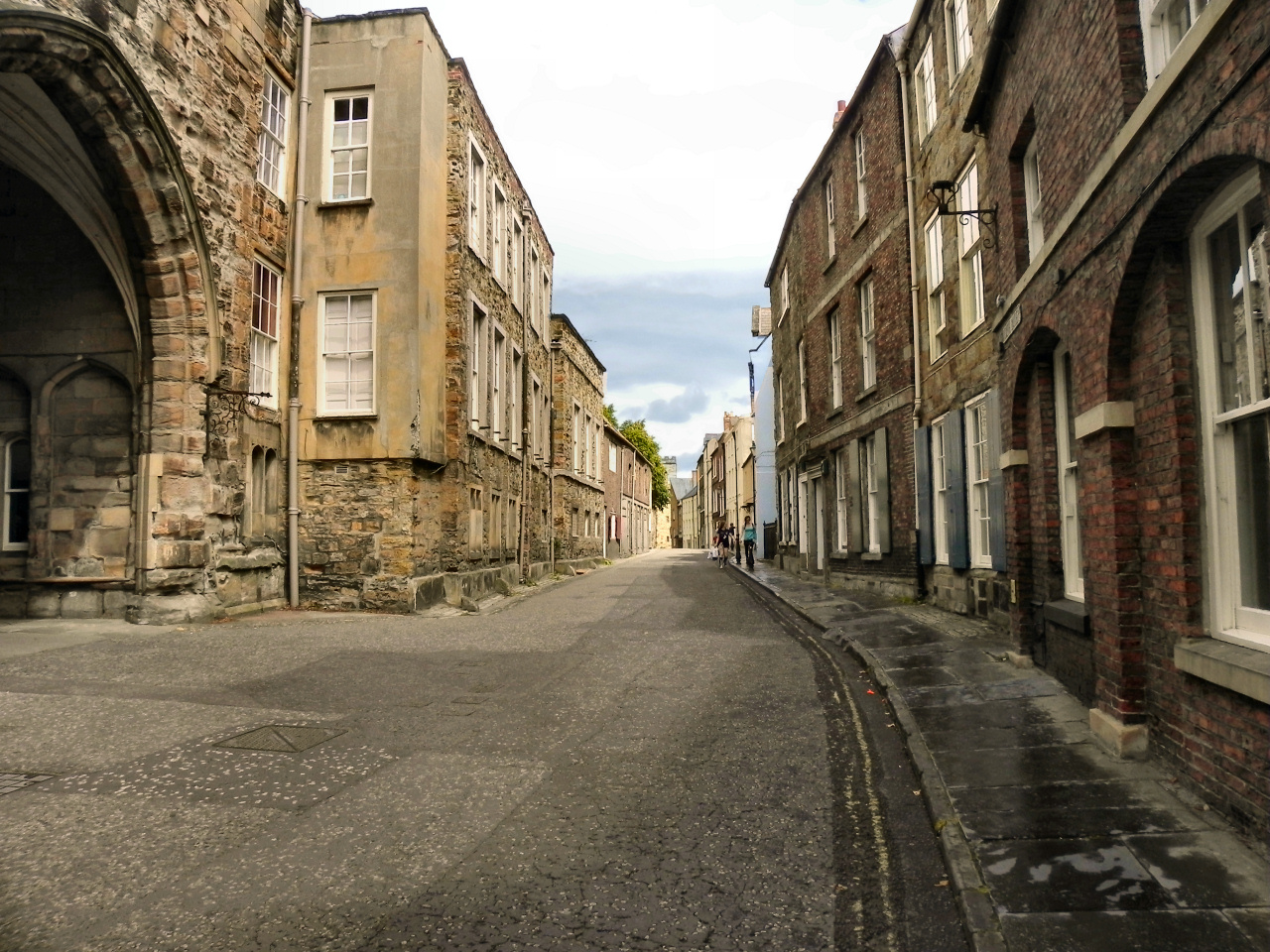
Le North Bailey – où se trouvent certains collèges.

La plupart des collèges situés à Durham sont regroupés en deux endroits de la ville. Les collèges Bailey sont situés sur une péninsule formée par un méandre de la Wear et les collèges de Hill situés sur Elvet Hill, de l'autre côté de la rivière.
Les cinq collèges du Bailey sont situés dans des bâtiments historiques sur The Bailey, la péninsule qui entoure le château et la cathédrale et qui forme le centre historique de Durham. Ils comprennent la plupart des anciens collèges de l'université.
Les collèges de Hill sont situés dans des bâtiments spécialement construits sur Elvet Hill au sud de la ville, à proximité du site Mountjoy qui abrite la plupart des départements et des installations centrales de l'université. Le premier collège de la colline est le St Mary's College, qui a déménagé en 1952 du Bailey.
Deux collèges ne font pas partie de ce groupe : le College of St Hild and St Bede, formé en 1975 par la fusion de deux collèges, est situé avec le département de l'éducation sur Gilesgate, de l'autre côté de Durham par rapport à la colline d'Elvet. Ustinov College, le seul collège de troisième cycle de l'université, est situé à Sheraton Park, du même côté de la ville qu'Elvet Hill, mais plus loin du centre-ville.

### Types de collèges

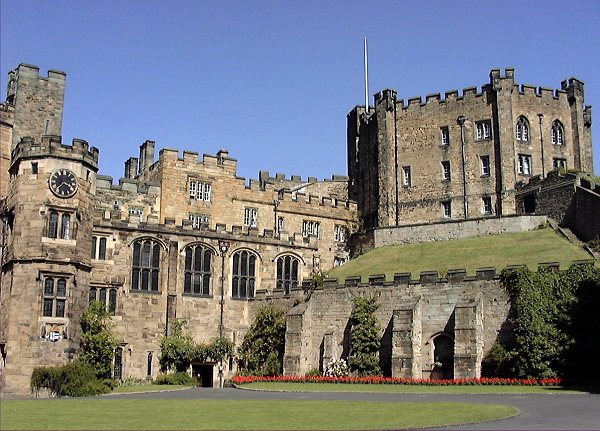
University College, le plus ancien des 16 collèges de Durham.

L'université de Durham possède une structure collégiale et compte quatre types de collèges : les Maintained Colleges and Societies, les Recognised Colleges, les Licensed Halls of Residence et les Affiliated Colleges.
- Les Maintained Colleges (littéralement les « collèges entretenus ») ne sont pas financièrement indépendants de l'université et leurs principaux sont nommés par le conseil de l'université. Les collèges sont représentés au Conseil par le doyen du collège, choisi parmi les principaux.
- Les Recognised Colleges (littéralement les « collèges reconnus » : St John's and St Chad's) et les Licensed Halls (Ushaw) sont financièrement indépendants de l'université et ont un plan grand indépendance administrative que les Maintained Colleges. Le Conseil doit cependant donner son accord pour la nomination de leurs principaux et doivent être prévenus des changements de leur constitution. Ils doivent également se situer géographiquement à l'intérieur du comté de Durham.
- Les Affiliated Colleges (« collèges affiliés » : Codrington College à la Barbade et jusqu'en 1967 Fourah Bay College au Sierra Leone) sont des instituts d'outre-mer qui présentent leurs étudiants aux examens de l'université de Durham. Ils ne sont généralement pas considérés comme faisant partie intégrante de la structure collégiales de l'université mais plutôt comme des affiliations.

### Liste des collèges
L'université compte 17 collèges, dont l'University College est le plus ancien, fondé en 1832. Le collège le plus récent est le South College, fondé en 2020. L'un des collèges, Ustinov College, n'admet que des étudiants de troisième cycle.
|  |  |  |  |  |  |  |  |  |  |  |  |  |  |  |  |  |

|  |

|  |  |  |  |  |  |  |  |  |  |  |  |  |  |  |  |  |  |  |  |  |

|  |  |  |  |  |  |  |  |  |  |  |  |  |  |  |  |  |  |  |  |  |  |  |  |  |  |  |  |  |  |  |  |  |  |  |  |  |  |

|  |

|  |

|  |  |  |  |  |  |  |  |  |  |  |  |  |  |  |  |  |

|  |  |  |  |  |  |  |  |  |  |  |  |  |  |  |  |  |

|  |  |  |  |  |  |  |  |  |

|  |

|  |

|  |

|  |

|  |  |  |  |  |  |  |  |  |  |  |  |  |  |  |  |  |

|  |

|  |

|  |  |  |  |  |  |  |  |  |  |  |  |  |  |  |  |  |  |  |  |  |  |  |  |  |  |  |  |  |  |  |  |  |  |  |  |  |  |

Notes† – Séminaire catholique romain
‡ – en tant que société pour étudiants (Graduate Society)
* – Collège réservé aux étudiants postgraduates

## Relations internationales
L'université est membre de l’Université de l'Arctique. UArctic est un réseau international d’universités, d’instituts de recherche et d’organisations ayant pour but de promouvoir, coordonner et soutenir la recherche ainsi que l’éducation en régions arctiques.

## Personnalités liées à l'université
- Rita Donaghy, pair à vie depuis 2010 ;
- Diana Eccles, membre du Conseil de l'Université ;
- David O'Keeffe, professeur de droit de l'Union européenne, ensuite juge.
- Folake Solanke (1932-), avocate, administratrice et critique sociale nigériane.